# Hybrid Broadcast Broadband TV

Logo

Hybrid broadcast broadband TV (HbbTV) ist ein offener und internationaler Standard für die Signalisierung, Übertragung und Ausführung von interaktiven Applikationen für Empfangsgeräte, die sowohl über einen Decoder für digitales Fernsehen (broadcast) als auch über einen Zugang zum Internet (broadband) verfügen (Hybrid-TV).

## Anwendungen
Applikationen, die von Fernsehanbietern bereitgestellt werden, können an einen oder mehrere Fernsehkanäle des Anbieters gebunden werden. Solche Applikationen (broadcast-related applications) werden bei entsprechender Signalisierung automatisch gestartet, sobald der Nutzer den jeweiligen Fernsehkanal ausgewählt hat. Darüber hinaus unterstützt HbbTV auch Applikationen ohne Bezug zu einem Fernsehkanal (broadcast-independent applications).
Zu den typischen Angeboten von HbbTV-Applikationen gehören:
- Video-on-Demand (z. B. Mediatheken oder Catch-up-Dienste)
- Elektronischer Programmführer (EPG)
- Digitaler Teletext
- Interaktives Fernsehen
- Werbung

## Historie

### Ursprünge
Ursprünglich handelte es sich bei HbbTV um eine paneuropäische Initiative des deutsch-österreichisch-schweizerischen Instituts für Rundfunktechnik, des Satellitenbetreibers SES Astra, des Elektronikkonzerns Philips und des englischen Softwareunternehmens ANT. Diese Initiative nahm Ende 2008 die gemeinsame Arbeit auf. Ziel war die Definition einer Variante des kurz vor dem Abschluss stehenden Standards des Open IPTV Forums. Die Variante sollte weniger komplex sein, aber den Schwerpunkt auf Hybrid-TV setzen. Dementsprechend waren die ersten Tätigkeiten:
- Profilierung der vom Open IPTV Forum definierten deklarativen Applikationsumgebung,
- Spezifikation eines DVB-Standards zur Signalisierung und Übertragung von Applikationen über den Rundfunkkanal (publiziert unter ETSI-Referenznummer TS 102 809),
- Definition eines Application Frameworks und Entwicklung rudimentärer Bedienkonzepte für an Fernsehprogramme gebundene Applikationen (broadcast-related applications).

### Version 1.0
In der Folgezeit schlossen sich die französischen Rundfunksender Canal+, France Television und TF1, der Gerätehersteller Samsung sowie die Softwareunternehmen OpenTV und Opera der Arbeitsgruppe an. Die Version 1.0 der HbbTV-Spezifikation wurde Ende 2009 beim ETSI unter der Referenznummer ETSI TS 102 796 1.1.1 eingereicht und am 11. Juni 2010 publiziert.
Parallel dazu wurde das HbbTV-Konsortium gegründet.

### Version 1.5
Insbesondere auf Drängen französischer Unternehmen wurde 2012 HbbTV 1.5 verabschiedet und unter der ETSI-Versionsnummer 1.2.1 publiziert.
Wichtigste Neuerung war die Unterstützung des Streamingformats MPEG-DASH.

### Version 2.0
HbbTV 2.0 wurde 2015 verabschiedet und unter der ETSI-Versionsnummer 1.3.1 publiziert. Mit dieser Version wurden umfangreiche Änderungen und Leistungsmerkmale eingeführt. Dazu gehören:
- HTML5,
- Kommunikation des HbbTV-Geräts mit mobilen Geräten,
- Synchronisation von Video- und Audioströmen von verschiedenen Quellen auf dem gleichen oder auf unterschiedlichen Geräten,
- Unterstützung eines Übertragungsverfahrens für Push-VoD.

### Version 2.0.1
Marktspezifische Anforderungen aus dem Vereinigten Königreich und aus Italien führten 2016 zur Publizierung von HbbTV 2.0.1 unter der ETSI-Versionsnummer 1.4.1. Version 2.0 wurde dadurch obsolet.

### Version 2.0.2
Die Entwicklung von HbbTV 2.0.2 lief bereits seit Oktober 2017 und wurde Ende Februar unter der ETSI-Versionsnummer 1.5.1 veröffentlicht. Die Versionsnummer ersetzt 2.0.1 und bietet neben Fehlerbehebungen, die in der Entwicklung für neue Apps, Fernseher und Set-Top-Boxen in Testszenarien aufgetreten sind, auch die Integration von High Dynamic Range (HDR) über PQ10 und Hybrid-Log Gamma (HLG), High Frame Rate (HFR) und Next Generation Audio (NGA). Erste HbbTV-2.0.2-fähige Geräte wurden für Frühjahr 2019 erwartet.

### Version 2.0.3
HbbTV 2.0.3 wurde im Oktober 2020 vorgestellt. Die wichtigsten Neuerungen sind die Unterstützung von HTTP/2, TLS 1.3 und Streaming mit niedriger Latenz.

### Version 2.0.4
HbbTV 2.0.4 wurde im März 2023 vorgestellt. Die wichtigsten Neuerungen sind die Unterstützung von Barrierefreiheit, durch die Einführung eines Accessibilityframeworks, das die Accessibilityfunktionen des verwendeten Geräts nutzt. Außerdem wird DVB-I und die Verwendung von Sprachassistenten unterstützt.

## Bedienung

### Möglichkeiten der Interaktion

#### Fernbedienung des Empfangsgeräts
HbbTV definiert eine Reihe von Interaktionsereignissen, die von jedem zu HbbTV kompatiblen Empfangsgerät bereitgestellt werden müssen und die von den Applikationen für ihr individuelles Bedienkonzept ausgewertet werden können. Häufig wird jedem Interaktionsereignis genau eine Taste auf einer klassischen Fernbedienung zugeordnet. Die Interaktionsereignisse können aber auch durch andere Interaktionsmethoden (z. B. Bildschirmdialoge oder Sprachsteuerung) generiert werden. Zu den Interaktionsereignissen gehören insbesondere 6 Navigationsereignisse, 10 Ziffern und 4 Farbereignisse.

#### Steuerung durch mobile Geräte
HbbTV 2.0.1 unterstützt die offene Kommunikation zwischen HbbTV-Applikationen und Applikationen auf mobilen Geräten. Das Interaktionskonzept kann in diesem Fall vollständig durch den Applikationsanbieter definiert werden.

### Starten von HbbTV-Applikationen

#### Autostart
Jedem Fernsehkanal kann vom Anbieter des Kanals eine Autostart-Applikation zugeordnet werden. Diese wird automatisch gestartet, sobald der Nutzer den jeweiligen Kanal ausgewählt hat. In Deutschland und Österreich folgen viele Applikationsanbieter dem vom Standard vorgeschlagenen Konzept, zunächst nur eine kleine und temporäre informative Einblendung über den Fernsehkanal zu legen. Der Nutzer kann dann durch Drücken der roten Taste die eigentliche Applikation im Vollbild aufrufen. Für dieses Konzept hat sich der Begriff „Red-Button-Applikation“ eingebürgert. Eine Abweichung von diesem Konzept (z. B. für Werbung, für interaktives Fernsehen oder für Applikationen auf Radiokanälen) ist jedoch möglich.

#### Digitaler Teletext
Jedem Fernsehkanal kann vom Anbieter des Kanals eine spezielle Applikation als „Digitaler Teletext“ zugeordnet werden. Diese kann nach Auswahl des Fernsehkanals durch Drücken einer speziellen Taste der Fernbedienung (z. B. Taste "TXT") gestartet werden. Diese Methode hat sich in Deutschland (Stand 2017) nicht durchgesetzt.

#### Wechsel der laufenden Applikation
Eine laufende Applikation kann eine andere Applikation starten. In dem Fall wird die aufrufende Applikation beendet.

#### Start durch mobile Geräte
HbbTV 2.0.1 unterstützt das Starten von HbbTV-Applikationen durch Applikationen auf mobilen Geräten.

#### Applikationsmenü
Viele Empfangsgeräte bieten ein zusätzliches Menü zum Aufruf von HbbTV-Applikationen an. Häufig werden hier nur Applikationen ohne Bezug zu einem Fernsehkanal angezeigt.

## Technologie

### Signalisierung
Zur Signalisierung von an das Fernsehprogramm gebundenen HbbTV-Applikationen wird eine zusätzliche Tabelle (Application Information Table, AIT) in den über das DVB-Netzwerk verbreiteten MPEG-Transportstrom eingefügt. Diese Tabelle wird vom Empfangsgerät ausgelesen und enthält die Namen und Adressen aller an den jeweiligen Fernsehkanal gebundenen Applikationen. Optional können Applikationen als Autostart-Applikation oder als digitaler Teletext ausgezeichnet werden.

### Übertragung
HbbTV-Applikationen können sowohl über den Rundfunkkanal als auch über das Internet übertragen werden. Im Rundfunkkanal werden Applikationen zyklisch ausgestrahlt. Das verwendete Protokoll ist das DSMCC-Object-Carousel. Diese Form der Übertragung ist sinnvoll für Regionen und Haushalte, die über keinen oder nur einen schmalbandigen Internetzugang verfügen. Über das Internet werden HbbTV-Applikationen mittels des HTTP-Protokolls übertragen. Diese Methode ist in Deutschland (Stand 2017) die verbreitetere.

### Laufzeitumgebung
Zur Darstellung und Ausführung von HbbTV-Applikationen müssen die Empfangsgeräte einen HTML/JavaScript-Browser implementieren. Bis Version 1.5 basiert dieser Browser auf CE-HTML, einer für Unterhaltungselektronik entwickelten Variante von HTML. Bei Version 2 kommt ein Profil von HTML5 zum Einsatz.
Die HTML-Umgebung ermöglicht dabei eine Reihe von neuen Funktionalitäten:
- Integration eines verkleinerten Fernsehbilds in die Applikation
- Umschalten auf ein anderes Fernsehprogramm
- Mit dem Fernsehprogramm synchronisierte Einblendungen

## Verbreitung

### Geräte
Etwa seit 2011 statten die meisten Hersteller ihre hochwertigeren Fernsehgeräte und Set-Top-Boxen mit HbbTV-Funktionalität aus, soweit die Geräte einen Netzwerkanschluss haben. Bei Samsung z. B. ist HBBTV ab der 7er Serie standardmäßig integriert, ebenso bei den meisten Geräten der 6er Serien. Geräte der 4er und 5er Serie sind nur teilweise ausgestattet (Stand Juni 2016). Da HbbTV eine Konkurrenz zu den eigenen Smart-TV-Funktionen darstellt, muss man bei einigen Herstellern die HBBTV-Funktion explizit freischalten.
Bei Sony verfügen Stand Juni 2016 alle Fernseher mit Android-Betriebssystem sowie alle 4k-Fernseher über HbbTV.
Bei der 2018 auf den Markt gekommenen Set-Top-Box Giga TV 4k (Ultra-HD-fähiger Receiver) von Vodafone Kabel Deutschland sind die aufrufbaren Mediatheken nur eingeschränkt verfügbar. So sind die öffentlich-rechtlichen ARD-Mediatheken derzeit nicht abrufbar.

### Fernsehsender

#### Deutschland
In Deutschland wird HbbTV bereits seit Ende 2010 von den meisten namhaften privaten wie öffentlich-rechtlichen Fernsehsendern genutzt. 2011 wurden ähnliche Dienste auch von Sendern in Frankreich, den Niederlanden und Spanien gestartet, weitere Sender überall in Europa planen oder testen HbbTV. Interesse gibt es zudem auch aus diversen außereuropäischen Staaten. Teilweise werden dabei MHP-Dienste oder landesspezifische Sonderlösungen ersetzt, die jeweils nur in diesen Ländern (wenn überhaupt) von einer größeren Zahl an Empfangsgeräten unterstützt wurden.
Diese Übersicht sollte nicht als eine vollständige Liste betrachtet werden.
| Sender                   | DVB-C | DVB-S | DVB-T   | Angebot |
| ------------------------ | ----- | ----- | ------- | --- |
| arte                     | ja    | ja    | ja      | Mediathek (arte+7), arteLiveWeb (weitere Videoangebote), Mini-Programmvorschau |
| anixe                    | ja    | ja    | ja      | Programmvorschau, Mediathek (im Aufbau), News |
| ARD                      | ja    | ja    | ja      | Mediathek, TV-Programm (14 Tage Vorschau, 7 Tage Rückschau, ausführliche Infos & Trailer, Tipps, Schnellübersicht), „Mag ich“ (Möglichkeit Sendungen zu „mögen“ und Vorschläge anhand dessen zu erhalten), MeinTV (Vorschläge, Erinnerungsfunktion, Programmfilter nach Interessen), Radioprogrammvorschau, Suche, Interaktiv (Tagesschau, EinsExtra Ticker), Videotext, Hilfe, Einstellungen |
| Bibel TV                 | ja    | ja    | ja      | Mediathek, Impuls-Kanal, Musik-Kanal, TV-Programm, Info |
| Das Erste                | ja    | ja    | ja      | siehe ARD |
| tagesschau24             | ja    | ja    | ja      | siehe ARD, individualisierte Startleiste |
| ONE                      | ja    | ja    | ja      | siehe ARD, individualisierte Startleiste |
| ARD-alpha                | ja    | ja    | –       | siehe ARD, individualisierte Startleiste |
| 3sat                     | ja    | ja    | ja      | Mediathek, TV-Programm (14 Tage Vorschau, 7 Tage Rückschau, ausführliche Infos & Trailer, Tipps, Schnellübersicht), „Mag ich“ (Möglichkeit Sendungen zu „mögen“ und Vorschläge anhand dessen zu erhalten), MeinTV (Vorschläge, Erinnerungsfunktion, Programmfilter nach Interessen), Suche, Videotext, Hilfe, Einstellungen                                                                   |
| Dritte Programme der ARD | ja    | ja    | ja      | siehe ARD, mit eigener Mediathek (voller Funktionsumfang wie im Internet) |
| ZDF                      | ja    | ja    | ja (SD) | Mediathek („Sendung verpasst“, „Sendungen A–Z“, „Rubriken“, „Themen“, „Empfehlungen“, „Nachrichten“, „heute journal plus“), Einstellungen, Suche, Favoriten, Hilfe, Impressum |
| PHOENIX                  | –     | ja    | –       | siehe ARD, individualisierte Startleiste |
| PRO7                     | ja    | ja    | ja      | HD-Text (News, Sport, V.I.P., Service), TV-Programm (Tagesvorschau, Trailer), Mediathek, maxdome (kostenpflichtig), Applikationen (Votings, Puzzle, Wetter [Angebot durch wetter.com], Pairs), Lesezeichen, Optionen, Impressum |
| Sat.1                    | ja    | ja    | ja      | siehe PRO7, individualisierte Startleiste |
| Kabel 1                  | ja    | ja    | ja      | siehe PRO7, individualisierte Startleiste |
| SIXX                     | ja    | ja    | ja      | siehe PRO7, individualisierte Startleiste |
| n-tv                     | ja    | ja    | –       | weitgehend komplettes Webportal, zu Beginn nur über Satellit; seit September 2013: „n-tv now“ bietet zeitversetztes Fernsehen der Eigenproduktionen für eine Woche bei kostenlosem Zugriff (seitens n-tv), jedoch ist dafür HD+ RePlay notwendig, das nicht kostenlos ist und ggf. zertifizierte Endgeräte voraussetzt.                                                                       |
|                          |       |       |         | |
| RTL                      | ja    | ja    | –       | s. unter n-tv |
| VOX                      | ja    | ja    | –       | s. unter n-tv |
| QVC                      | ja    | ja    | ja      | |
| HSE24                    | ja    | ja    | k. A.   | |
| RTL II                   | ja    | ja    | –       | TV-Programm, Videos, Sendungsinformationen, Spiele |

#### Schweiz
Im November 2012 nahm das Solothurner Kabelfernsehunternehmen GA Weissenstein den ersten HbbTV-Dienst der Schweiz auf dem regionalen Infokanal in Betrieb. Das Angebot umfasste zu Beginn aktuelle Informationen, Schaltungen zu TV-Kameras und eine Mediathek mit Filmbeiträgen aus der Region. Konzipiert und aufgebaut wurde der HbbTV-Dienst vom Zentralschweizer Unternehmen Soland Media AG.
Per 5. März 2013 startet die SRG SSR den Testbetrieb von HbbTV in der Schweiz auf den TV-Sendern RTSun HD und RTSdeux HD unter dem Namen RTS+. Die Lösung wurde von der Swiss TXT entwickelt.
Am 4. Dezember 2013 nahmen die Sender SRF 1 HD und SRF 2 HD den regulären Betrieb von HbbTV auf.

#### Österreich
Über Mux F (DVB-T2) haben ProSieben Austria und Sat.1 Österreich bereits seit dem Start im April 2013 einen regulären HbbTV-Betrieb; Ende August zog der ORF für die beiden Hauptprogramme sowohl in SD- (Mux A), als auch in HD-Auflösung (Mux D) nach.

## Fehlender Datenschutz
Für das Streamen ist es notwendig, dass der Fernseher ständig mit dem Informationsanbieter kommuniziert. Während der Nutzer beim gewöhnlichen Fernsehen anonym bleibt, so ist er jetzt identifizierbar. Bei Tests wurde 2020 gezeigt, dass  persönliche Daten verschickt werden, ohne dass der Nutzer die entsprechenden Funktionen aktiviert hatte. Das ist datenschutzrechtlich unzulässig, zumal die Fernsehsender die Daten wahrscheinlich auch Drittanbietern zur Verfügung stellen.
Das Problem besteht ebenso bei Smart-TV-fähigen Fernsehern, die zudem häufig ihre Besitzer ausspionieren. Jede Rückkanal-fähige Netzwerkverbindung bietet die Möglichkeit zur Übermittlung personenbezogener oder sonstiger Daten an den Hersteller oder andere Parteien, meist Inhalteanbieter.

## Konkurrierende bzw. alternative Systeme
Alle Verfahren zur Ablösung des als veraltet geltenden Videotexts setzen auf eine Verbindung mit dem Internet. Internetdienste, v. a. Portale von Geräteherstellern, welche als Plattform-im-Fernseher als HbbTV-Konkurrenz auftreten:
- Apple TV als Standalone-Lösung oder via Airplay von Mediatheken-Apps
- Google Chromecast Adapter für iOS und Android-Smartphones und -Tablets
- Smart-TV / Smart-Hub von Samsung mit Samsung-SDK
- NetTV von Philips (mit freiem Webzugang)
- Viera Connect von Panasonic
- Widget-Lösungen wie AQUOS NET+ von Sharp: Das laufende TV-Programm kann mit Anwendungen aus dem Internet überlagert werden.
- Applicast von Sony
- SmartTV bei einigen LG-Fernsehgeräten